# W Window系统
W Window 系統（物視窗系統）是一種圖形的視窗系統。
W原本是由Paul Asente和Brian Reid於史丹福大學所發展的，且原本運行於酉操作系統。在1983年，Paul Asente和Chris Kent把系統移植到VS100的Unix上，給了一份拷貝給MIT的電腦科學實驗室。
於1984年，麻省理工学院的鮑伯·斯凱夫勒把W的同步協定換成非同步的，並且命名為X。

## 外部連結
- Mailing list post on linuxhacker.org